# 香港開埠日
香港開埠日（英語：Hong Kong Foundation Day），又稱香港日或香港節，是香港的一個週年紀念日，指英國與大清政府的代表簽訂了《穿鼻草約》之後，在1841年1月26日正式殖民香港，並將香港開放為自由港，即香港開埠。

## 詞源
香港人主要說粤语，而「埠」在粵語解作「碼頭」，而「開埠」的引申義可以解作「開放一個地方對外貿易」，因此「開埠日」此名稱反映英國殖民香港的初衷是開放成一個貿易港口。另外，此名稱亦標誌香港不再受制於清朝「一口通商」政策下的貿易禁令，在英國管治下，自由對外進行國際商業貿易活動成為合法的謀生途徑。